# Tesori della patria
Tesori della patria è un cofanetto raccolta della discografia in studio del gruppo alternative rock Disciplinatha.

## Il disco
Il cofanetto contiene l'intera discografia rimasterizzata, un CD di remix ed inediti, un DVD documentario inedito per la regia di Alessandro Cavazza, un libretto esplicativo ed un frammento di muro di un edificio in bustina che rappresenta idealmente il trait-d'union tra il Crollo del muro di Berlino e i crolli causati terremoti in Emilia Romagna di maggio-giugno 2012, evocando diversi momenti culminanti della fine dello stesso modello storico in diversi contesti geografici e temporali.
L'intero artwork del cofanetto è stato curato dall'artista Simone Poletti.
L'opera è stampata in 500 copie numerate, le serigrafie e l'assemblaggio del cofanetto sono state eseguite manualmente 

## Tracce
Manufatto fonografico N.1
Abbiamo pazientato 40 anni:ora basta!
1. Addis Abeba
2. Disciplinatha canto del potere
3. Milizia
4. Retorika
5. Leopoli
6. Attacco dal cielo (Assolo/Discorso Dal Vivo Alle Masse Di Chitarrismo Contraereo E Politiche Giovanili Ascrivibili)

Nazioni-Crisi di valori
1. Crisi di valori
2. Nazioni

Manufatto fonografico N.2
Un mondo nuovo
1. East and side
2. Sbagliato
3. Un mondo nuovo
4. Lune taglienti
5. Up patriots to arms
6. Ultima fatica
7. Sei stato tu a decidere
8. Vi ricordate quel 18 aprile
9. Crisi di valori
10. Lontano scintillante

Manufatto fonografico N.3
Primigenia
1. D'intro
2. Lingua lusinga
3. Esilio
4. Primigenia
5. Quanto mi ami?
6. Mi addormento
7. A volte invece no
8. Voci
9. New dawn fades
10. Otto minuti
11. Chiamata inverno

Manufatto fonografico N.4
Foiba
1. Bandiera Nera (Disciplinatha E Coro Grigna 2011)
2. Lo Stato Delle Cose (Versione Bonificata 2012)
3. Born To Work (1988)
4. Crisi Di Valori (Versione Vettoriale 1990)
5. Nazioni (Versione Bonificata 2012)
6. Milizia (Riarmata 2012)
7. SalòKaoSpot (1989)
8. Tu Meriti Il Posto Che Occupi (1989)
9. Nazioni (Versione Vettoriale 1990)
10. Crisi Di Valori (Riassemblata 2012)
11. Questa Non È Una Esercitazione (Estratti Colonna Sonora 2012)

Manufatto audiovisivo
Questa non è una esercitazione
Documentario per la regia di Alessandro Cavazza (70' circa).

## Formazione
- Cristiano Santini: voce e chitarre/programmazione
- Dario Parisini: chitarre
- Marco Maiani: basso
- Daniele Albertazzi: batteria
- Valeria Cevolani: voce
- Roberta Vicinelli: basso e tastiere cori